# Team Senter-Merida
Team Senter-Merida is een wielerploeg die een Taiwanese licentie heeft. De ploeg bestaat sinds 2012. Team Senter-Merida komt uit in de continentale circuits van de UCI. Chao Hsiung Chiu is de manager van de ploeg.

## Seizoen 2014

### Transfers
| Inkomend | Team 2013 | Uitgaand | Team 2014 |
| -------- | --------- | -------- | --------- |

## Seizoen 2013

### Renners
| Naam           | Geboortedatum    | Nationaliteit | Ploeg 2012 |
| -------------- | ---------------- | ------------- | ---------- |
| Chen Yen Chen  | 18 december 1989 | Taiwan        |            |
| Che Wei Hu     | 26 augustus 1990 | Taiwan        |            |
| Hsin Hua Huang | 22 juni 1985     | Taiwan        |            |
| Kun Hung Hung  | 21 juni 1994     | Taiwan        | Neo        |
| Min Yun Li     | 9 juli 1992      | Taiwan        |            |
| Kuo Lung Liao  | 1 juni 1985      | Taiwan        |            |
| En Chieh Liu   | 21 juni 1994     | Taiwan        | Neo        |
| Yi Hao Tseng   | 13 maart 1992    | Taiwan        |            |
| Po Hung Wu     | 22 juni 1985     | Taiwan        |            |